# Dollaro delle Cayman
Il dollaro (codice ISO 4217 KYD) è la valuta delle Isole Cayman. Normalmente è abbreviato con il simbolo di dollaro $, o in alternativa con CI$ per distinguerlo da altre valute chiamate dollaro. Il dollaro è suddiviso in 100 cent ed è al 10º posto nella graduatoria delle unità valutaria di maggior valore ed è al primo tra quelle che si chiamano dollaro.

## Storia
Il dollaro è stato introdotto nel 1972 in sostituzione del dollaro giamaicano alla pari. La valuta giamaicane e la nuova valuta delle isole Cayman sono rimaste entrambe legali fino al 31 agosto 1972, quando il dollaro giamaicano ha cessato di avere corso legale. Il dollaro delle Cayman ha dal 1º aprile 1974 un rapporto di tasso fisso con il dollaro statunitense di 1 KYD = 1,19868 USD. Tuttavia è normalmente cambiato con un tasso di USD 1,25 nei negozi delle isole.

## Monete
Nel 1972 sono state introdotte monete con i valori da 1, 5, 10 e 25 cent. La moneta da 1 cent era coniata in bronzo e le altre in cupro-nichel. Dal 1992 acciaio rivestito di bronzo o di nichel ha sostituito il bronzo ed il cupro-nichel.

## Banconote
Nel 1972 il Cayman Islands Currency Board ha introdotto banconote nei tagli da 1, 5, 10 e 25 dollari. La banconota da 40 dollari è stata immessa nel 1981 ma ritirata pochi anni dopo. Quella da 100 dollari è stata immessa nel 1982 e quella da 50 dollari nel 1987. Nel 1997 la Cayman Islands Monetary Authority (CIMA) ha rilevato il controllo della carta moneta ed ha emesso banconote da 1, 5, 10, 25, 50 e 100 dollari.